# 阿尔蒂斯竞技场

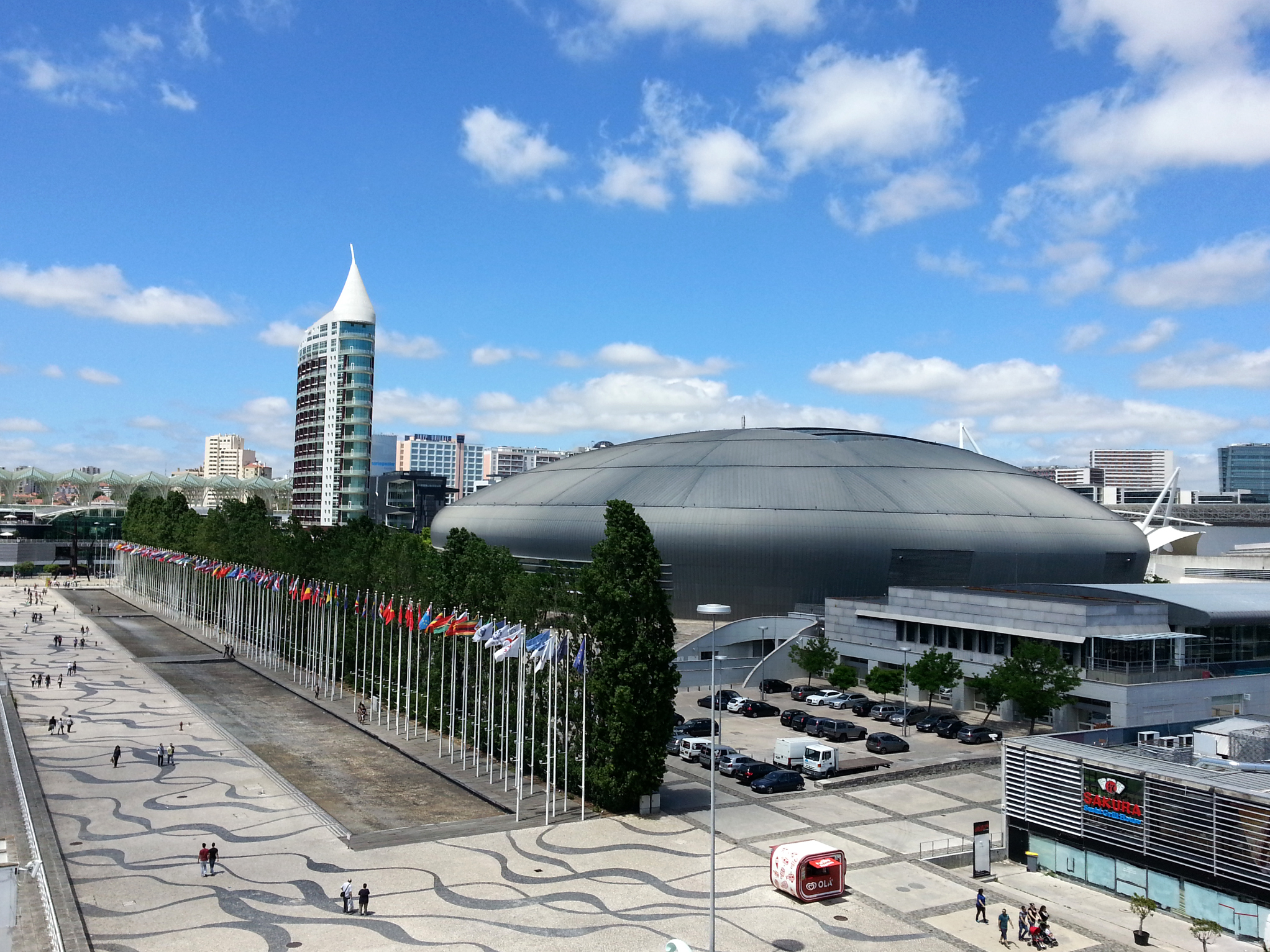
阿尔蒂斯竞技场

阿尔蒂斯竞技场（Altice Arena），原本并现在还经常称为大西洋馆（葡萄牙語：Pavilhão Atlântico，葡萄牙語發音：[pɐviˈʎɐ̃w̃ ɐˈtlɐ̃tiku]），后来曾改名为MEO竞技场（MEO Arena），是葡萄牙里斯本的一个室内综合性场馆，举行各种会议、音乐会和体育赛事，能够容纳20,000人，为1998年世界博览会而建。
从2013年到2017年10月曾被其主要赞助商冠名为MEO竞技场。在2017年10月又被改名为阿尔蒂斯竞技场。
随着葡萄牙在2017年首次赢得欧洲歌唱大赛，在本竞技场举办第63届欧洲歌唱大赛，两场半决赛分别在2018年5月8日和10日举行，而决赛则在5月12日进行。